# WWE & Company
WWE & Company（“WWE”）是由九龙仓集团有限公司（香港联合证券交易所代号：0004），连卡佛（香港）有限公司（旗下拥有连卡佛专卖店）的华镫集团（“华镫”）及嘉宏电商控股有限公司（eCargo （页面存档备份，存于） Enterprise Limited）（澳洲证券交易所代号：ECG）（“嘉宏”）共同成立的合资企业，其初始资金为3亿元人民币。
该公司于2015年8月20日在香港成立，由华镫总裁郑伟雄及嘉宏首席执行官和创办人刘堃 （页面存档备份，存于）出任联席行政总裁。

## 投资方
九龙仓集团有限公司（香港联合证券交易所代号：0004），旗下拥有海港城和时代广场两个地标物业，将投资1.5亿元人民币于WWE，并持有WWE 50 %的股权，而华镫集团和嘉宏电商企业有限公司将共同合作投资1.5亿元人民币，并持有WWE另外50%的股权。

## 商业模型
WWE合作伙伴均为市场领导者，他们将全球的奢侈品牌和设计师品牌从全世界带到中国，并且成为连接这些品牌与大中华消费者之间的纽带。WWE的视觉体验是"通过一键式触摸的方式来建立中国消费者与世界时尚和生活方式完全接轨的达人社交圈"。WWE将于2017年初推出一个引领生活時尚、提供众多品牌选择的移动社交电商平台MyMM.com，专让中国地区的消费者选购国际品牌的当季服裝、美容及生活時尚产品。

## 公告
受消息刺激， 香港嘉宏电商企业有限公司股价上升约为20%。

## 办公室
WWE总部设于香港 ，另设有一个办事处在上海。